# Centromerus pacificus
Centromerus pacificus là một loài nhện trong họ Linyphiidae.
Loài này thuộc chi Centromerus. Centromerus pacificus được Kirill Yuryevich Eskov & Yuri M. Marusik miêu tả năm 1992.